# Chiesa di Sant'Antonio Abate (Palermo)

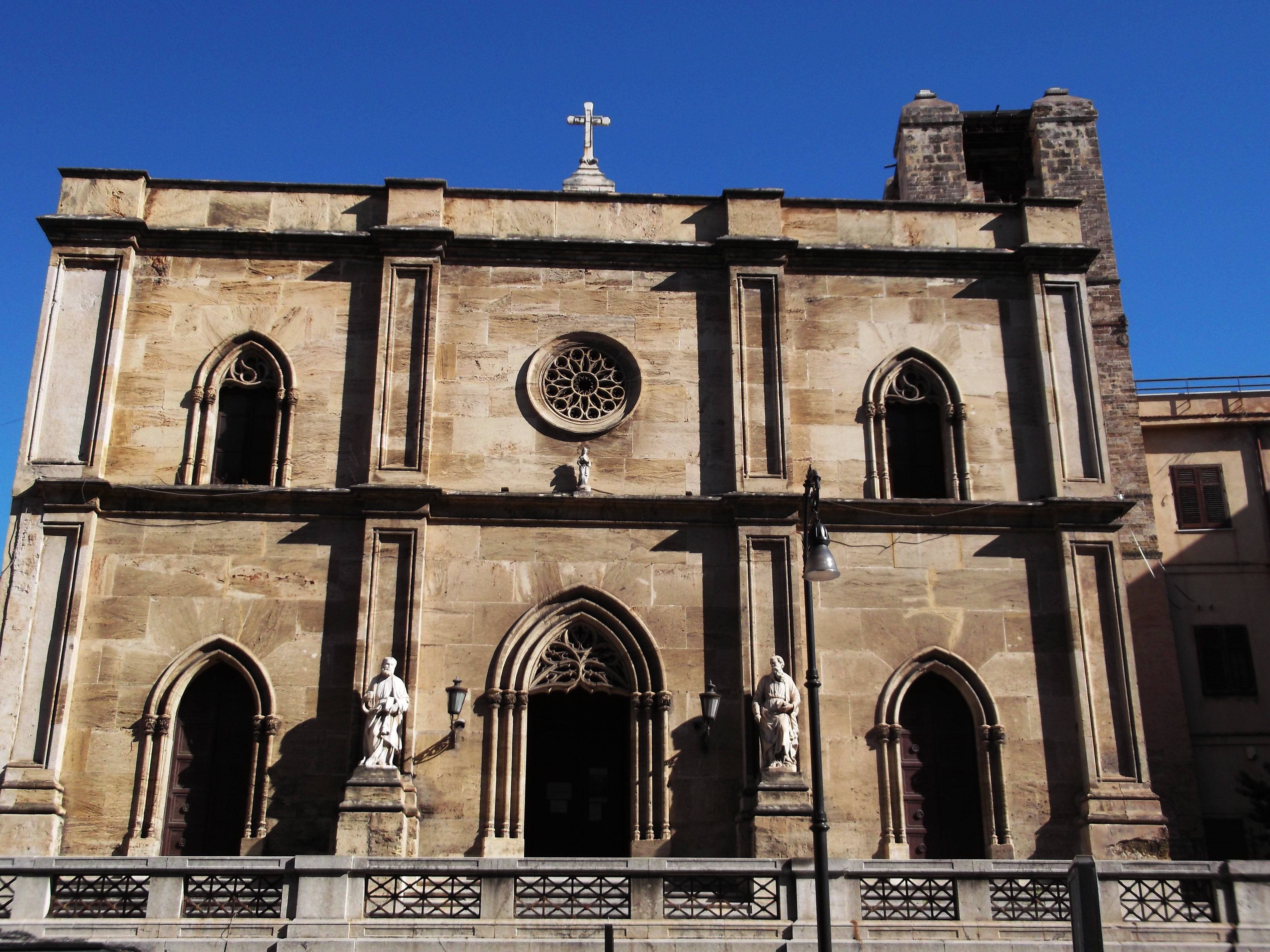
La facciata dell'edificio con le due statue cinquecentesche dei Santi Pietro e Paolo.

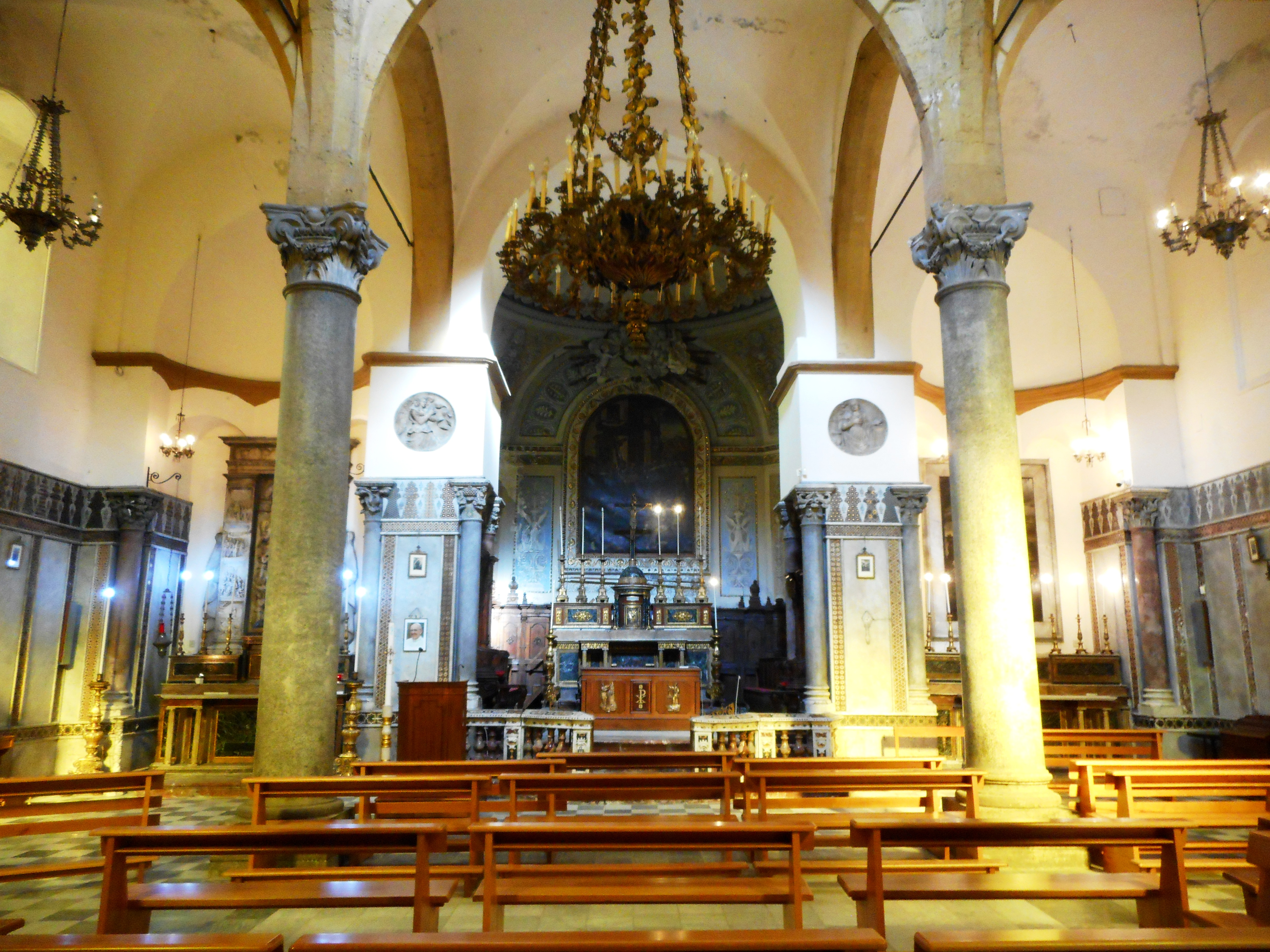
Interno della chiesa.

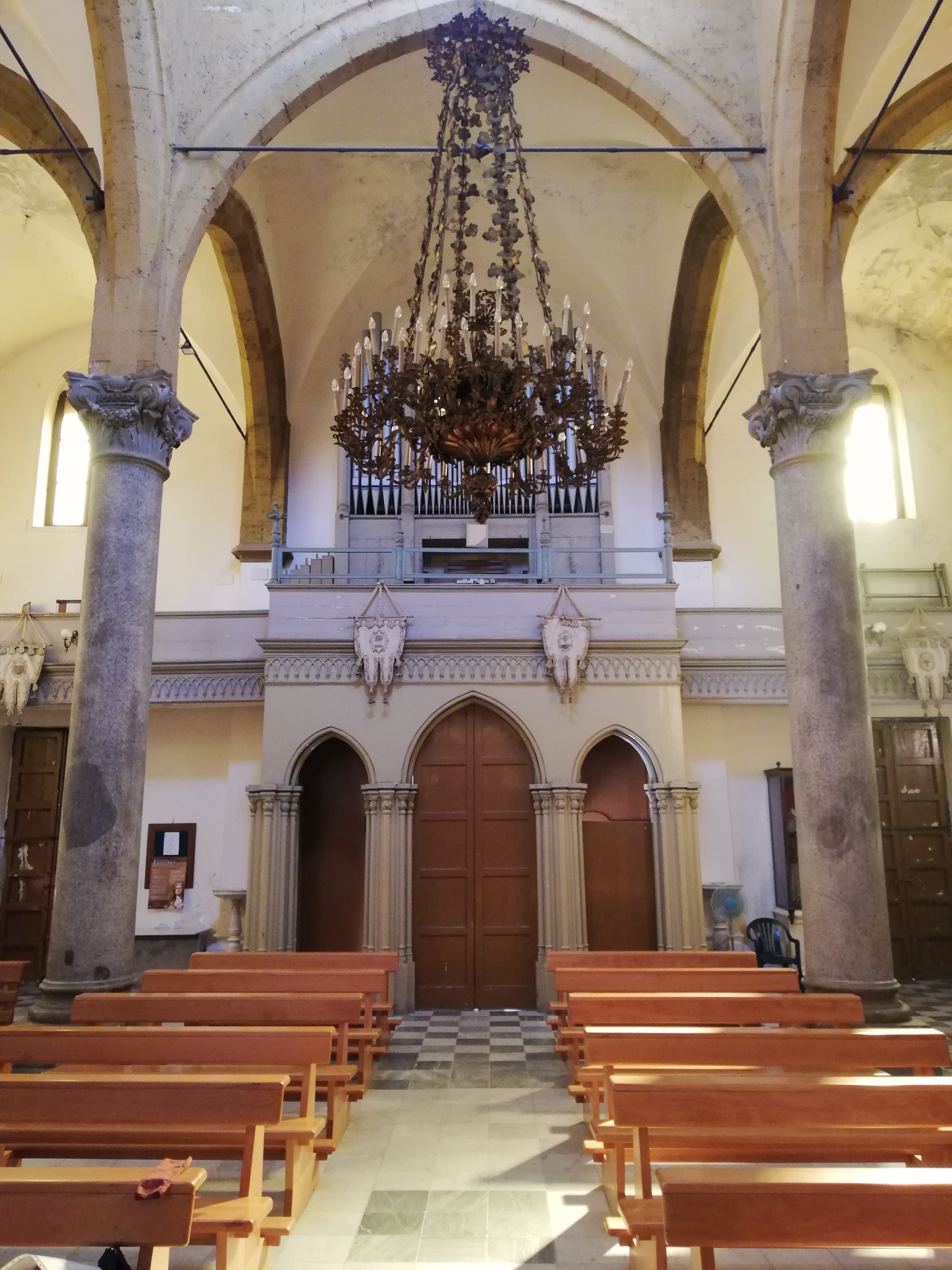
Controfacciata.

La chiesa di Sant'Antonio Abate è una chiesa di Palermo, sita nella centrale Via Roma, a fianco della scalinata che conduce alla Vucciria.

## Storia

### Epoca svevo-aragonese
La chiesa dedicata a Sant'Antonio abate esiste dal 1220, anno in cui fu trasferita la parrocchia dalla chiesa di San Cataldo. Essa sorge nel punto in cui, nell'epoca della Sicilia islamica, era situata la Porta di Mare (Bab al Bahr), detta anche Porta dei Patitelli, per via della presenza di alcuni artigiani fabbricanti di zoccoli.
Le strutture del tempio costituivano approssimativamente l'estremità orientale della primitiva neapolis ovvero la lunga penisola delimitata a settentrione dal fiume Papireto e dal Kemonia a mezzogiorno, striscia di terra che all'epoca si estendeva lungo direttrice configurabile con l'odierno Cassaro.
Nel 1302, per volontà della famiglia Chiaramonte nella figura di Manfredi I Chiaramonte, furono avviati i lavori di costruzione di una torre da affiancare alla chiesa. Essa fu completata nel 1313. Nella torre si trova la campana chiamata “Pretoria”, attualmente non funzionante, la quale veniva utilizzata dal Senato cittadino per convocare il popolo.

### Epoca spagnola e contemporanea
Nel 1536 la chiesa fu rinnovata acquisendo l'odierno assetto architettonico. Nel 1709, in piena età barocca, fu aggiunto il presbiterio con degli stalli e due seggi, atti ad ospitare i membri del Senato palermitano ed il suo presidente (nel seggio di destra) ed il parroco, insignito dal titolo di Protonotaro Apostolico (nel seggio di sinistra). La chiesa subì un nuovo e profondo intervento di restauro a seguito del terremoto del 1823. Tale intervento conferì all'edificio l'attuale fisionomia neogotica ad opera dell'architetto Nicolò Raineri.
Da febbraio 2021 al 2024, il parroco ha affidato, il mantenimento e la gestione turistica della Chiesa e della Torre, all'Associazione Guardie del Tempio di Cristo.
Da luglio 2024, il parroco affida il mantenimento e la gestione della fruizione turistica all'Associazione Culturale Sikalesh. 
Il 2 aprile 2021, in occasione del Venerdì Santo, è stata esposta per la prima volta dopo 50 anni, col supporto dell'Associazione Guardie del Tempio di Cristo, la tela quaresimale realizzata dal sacerdote e pittore Giovanni Patricolo nel 1852, unico esempio policromo.
Nel 2022 per volere del Parroco Mons. Gaetano Tulipano in collaborazione con l'associazione "Guardie del Tempio di Cristo" è stata ultimata la pulitura dei due tondi rappresentanti "L'Annunciazione" di Antonino Gagini ad opera dello Studio Kéramos Arte e Restauro.

## Facciata
All'esterno della chiesa, ai lati del portale d'ingresso, si trovano due statue marmoree dei santi Pietro e Paolo. Sul cornicione sovrastante il portale centrale è collocata una piccola statua dell'Immacolata Concezione. Ai piedi della scalinata d'entrata ha sede un'edicola dell'Ecce Homo, meta di preghiera e di venerazione popolare.

## Descrizione
L'interno della chiesa è a forma quadrata, nello stile della pianta a croce greca, tipica delle strutture architettoniche bizantine. Quattro colonne, di finto granito, sostengono la cupola. Quest'ultima fu rifatta nel 1536, ma riproduce quella originaria a forma ogivale. Ai margini dell'abside si trovano otto colonne dotate di capitelli ottocenteschi. Nelle pareti laterali del presbiterio si possono ammirare due tele di Gaspare Serenari, raffiguranti rispettivamente Cristo e l'adultera e Cristo e il centurione. Entrambe le tele risalgono al 1757. Il quadro posto all'altare maggiore, realizzato nel 1618 dal titolo San Carlo Borromeo guida una processione, era stato da sempre attribuito al pittore Giuseppe Salerno, detto lo Zoppo di Gangi, ed invece grazie a recenti ricerche archivistiche è risultato essere opera di due pittori: Vincenzo La Barbera e Nicasio Azzarello.
Il Tabernacolo di Antonino Gagini del 1551. Sui pilastri del presbiterio sono presenti due tondi raffiguranti l'Angelo Annunciante e la Vergine Annunciata.
Nella navata destra è presente un Crocifisso ligneo cui segue una teca con il busto dell'Ecce Homo, opera di frate Umile da Petralia, risalente all'inizio del XVII secolo.
Nella navata sinistra è collocato il fonte battesimale scolpito nel 1755 da Filippo Pennino su disegno di Ignazio Marabitti. Nelle adiacenze l'altare dedicato all'Immacolata, la mensa è arricchita dalla statua lignea dell'Immacolata, opera di Giuseppe Bagnasco.
- Abside di destra: Cappella di Sant'Antonio Abate. Sull'altare è collocato il dipinto raffigurante Sant'Antonio Abate, opera realizzata da Giuseppe Salerno.[2]
- Abside di sinistra: Cappella del Santissimo Sacramento. La custodia dell'eucaristia è realizzata da Paolino Berrettaro nel 1571, discendente di Bartolomeo e Antonino Berrettaro. Il manufatto presenta bassorilievi raffiguranti scene della Passione di Gesù.[14]

## Opere documentate
- XVIII secolo, Madonna delle Grazie, dipinto, opera attribuita a Gaetano Mercurio.